# Paschwitz (Doberschütz)
Paschwitz ist seit dem 1. Januar 1996 ein Ortsteil von Doberschütz im Landkreis Nordsachsen des Freistaates Sachsen. Der Ortsteil Paschwitz besteht aus den Siedlungsbereichen Bunitz, Mölbitz und Paschwitz.

## Geografische Lage
Der Ort liegt östlich von Eilenburg, knapp 1 km südlich der Bundesstraße 87 in Richtung Torgau.

## Geschichte

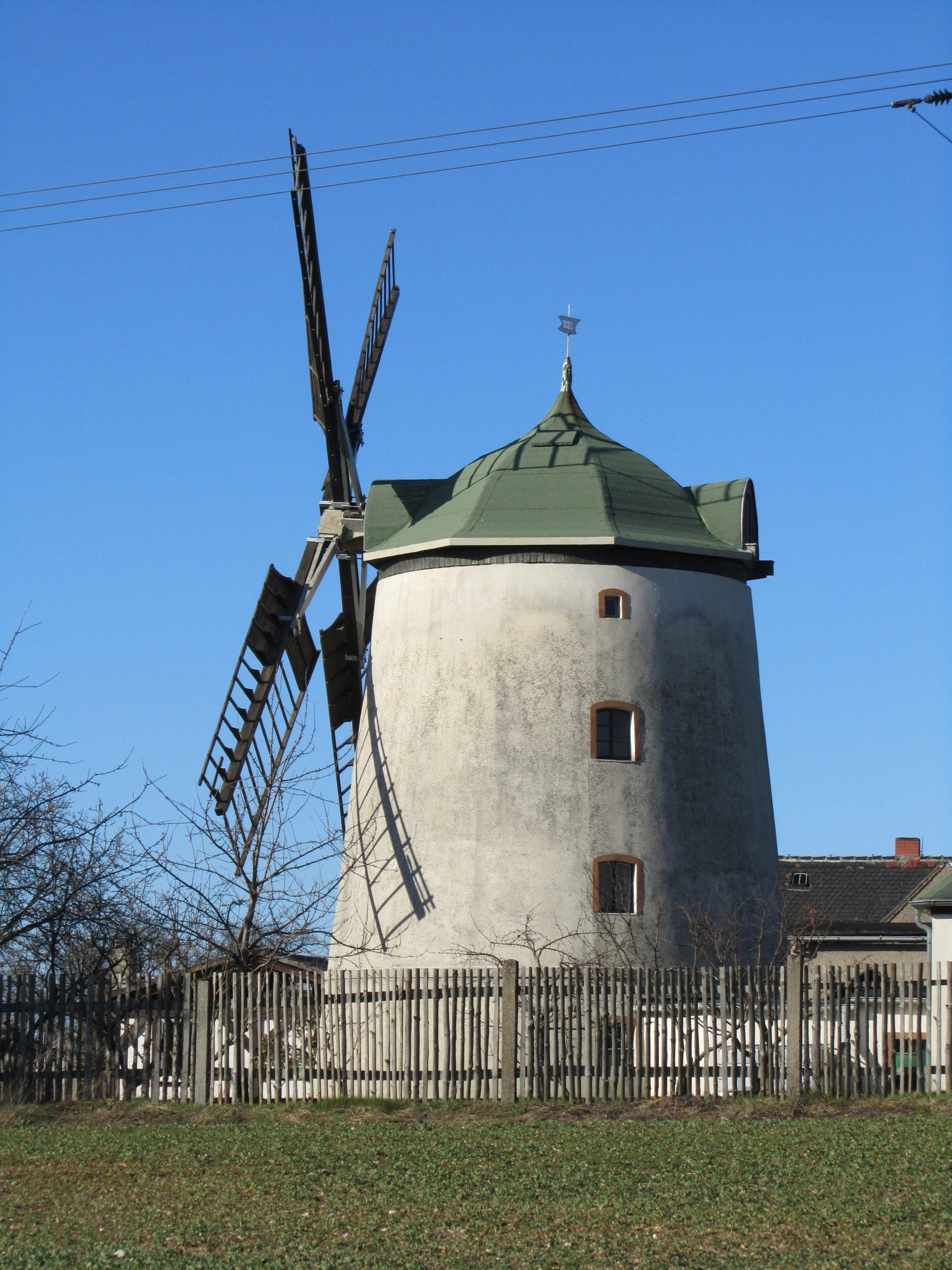
Turmwindmühle in Paschwitz

Die älteste urkundliche Erwähnung des Ortes unter dem Namen Rebatschwicz stammt aus dem Jahre 1350. Im Erbbuch des Amtes Eilenburg von 1548 wird der Ort als Batschwitz bezeichnet. Damals lebten im Dorf 19 besessene Männer mit ihren Familien, die dem Kloster Sitzenroda als Lehn unterstanden. Lediglich einer der Männer war dem Pfarrer von Eilenburg direkt unterstellt. Nach der Reformation übernahm das Herrscherhaus der Wettiner den Sitzenrodaer Klosterbesitz, wodurch Paschwitz um 1551 als Amtsdorf im Amt Eilenburg galt.
Paschwitz gehörte wie seine Nachbarorte Bunau und Mölbitz bis 1815 zum kursächsischen bzw. königlich-sächsischen Amt Eilenburg. Die Grundherrschaft über die Orte lag jedoch um 1748 beim Rittergut Thallwitz, das zum Amt Wurzen des Stiftsamts Wurzen unter kursächsischer Oberhoheit gehörte.
Durch die Beschlüsse des Wiener Kongresses kamen Paschwitz, Bunitz und Mölbitz im Jahr 1815 zu Preußen und wurden 1816 dem Kreis Delitzsch im Regierungsbezirk Merseburg der Provinz Sachsen zugeteilt, zu dem sie bis 1952 gehörten. Am 20. Juli 1950 wurde Bunitz nach Paschwitz eingemeindet. Im Zuge der zweiten Kreisreform in der DDR im Jahr 1952 wurden Paschwitz und Mölbitz dem Kreis Eilenburg im Bezirk Leipzig angeschlossen, welcher 1994 im Landkreis Delitzsch aufging. Die Eingemeindung von Mölbitz erfolgte am 1. Januar 1973.
Paschwitz schloss sich am 1. Januar 1996 mit den Gemeinden Battaune, Doberschütz, Mörtitz, Sprotta und Wöllnau zur Gemeinde Doberschütz zusammen.

## Windmühle
Die Paschwitzer Windmühle entstand 1883 auf dem Mühlenberg am Rande des Ortes als massive Turmwindmühle. Nach dem Verkauf der Mühle 1933 ließ der neue Besitzer die Mühle 1938 umbauen und in der Nachkriegszeit erneut modernisieren. Die Flügel wurden 1968 bei einem Sturm zerstört und die Mühle danach auf elektrischen Antrieb umgestellt. 1991/92 erfolgte eine grundlegende Rekonstruktion, bei der das technische Denkmal auch sein Flügelrad zurückbekam. Bis Ende 1997 war sie als letzte Windmühle der Region gewerblich in Betrieb. Heute wird das Mühlengrundstück kulturell genutzt.